# Teka (przedsiębiorstwo)
Grupa Teka – międzynarodowe przedsiębiorstwo założone w Niemczech w 1924 roku, specjalizujące się w produkcji i dystrybucji wyposażenia kuchennego. Firma ma 27 zakładów produkcyjnych zlokalizowanych w Europie, obu Amerykach i Azji, a swoje produkty oferuje na 110 rynkach na całym świecie, zatrudniając ponad 4700 pracowników. Asortyment obejmuje m.in. zlewozmywaki, okapy kuchenne, piekarniki, baterie kuchenne, płyty indukcyjne i gazowe, pralki oraz inne urządzenia AGD.
Przewodniczącym HERITAGE B, spółki holdingowej będącej właścicielem Teka, jest Maximilian Brönner. Arturo Baldasano pełni funkcję przewodniczącego Teka Industrial, S.A., a Mauro Correia jest dyrektorem generalnym Teka Appliances Group.

## Obszary działalności
Od 1964 roku, kiedy Teka otworzyła swój oddział w Hiszpanii, firma przekształciła się z europejskiego przedsiębiorstwa w globalną grupę działającą na wszystkich kontynentach. Obecnie swoje oddziały posiada w krajach takich jak Chiny (Kaiping, Weihai i Szanghaj), Peru (od 2013 roku), Turcja, Tajlandia, Indonezja, Malezja czy Singapur. Stale umacnia także swoją pozycję na Bliskim Wschodzie, operując z bazy w Zjednoczonych Emiratach Arabskich; w Ameryce Południowej oraz różnych regionach Afryki (Maghreb i południe kontynentu). W 2016 roku,  dzięki współpracy z lokalnym dystrybutorem Residentia Group, Teka została również ponownie wprowadzona na rynek w Australii i Nowej Zelandii.

## Zakres działalności
Działalność Grupy Teka koncentruje się głównie na sektorze kuchennym i łazienkowym. Firma produkuje płyty indukcyjne i gazowe, płyty szklano-ceramiczne, piekarniki, mikrofalówki oraz okapy kuchenne. W ofercie znajdują się również baterie kuchenne i łazienkowe oraz armatura sanitarna  do obiektów publicznych i prywatnych.
Na Grupę Teka składają się marki takie jak Teka, Küppersbusch, Mofém, Thor i Vitrogar.

## Główne marki
Teka to największa marka w obrębie koncernu. Swoje fabryki posiada w Niemczech, Hiszpanii, Portugalii, Włoszech, Skandynawii, Węgrzech, Meksyku, Wenezueli, Turcji, Indonezji i Chinach. Produkcja koncentruje się głównie na wytwarzaniu zlewozmywaków ze stali nierdzewnej, mebli kuchennych, piekarników i okapów. Od samego początku działalności Teka stawia również na integrację urządzeń elektrycznych w zabudowie mebli kuchennych, a jednym z istotnych obszarów jej działalności pozostaje linia artykułów AGD, obejmująca sprzęt kuchenny, taki jak pralki, lodówki, zamrażarki i zmywarki.
Jedną z najstarszych marek w Grupie Teka jest Küppersbusch, założona w 1875 roku przez Friedricha Küppersbuscha. Specjalizuje się ona w produkcji i sprzedaży urządzeń elektrycznych do kuchni. Jej główny obszar działalności to Europa Środkowa.
Do Grupy należy także firma Vitrogar, posiadająca swoje fabryki w Weihai w Chinach. Zajmuje się ona emaliowaniem piekarników i płyt szklano-ceramicznych oraz dostarczaniem ceramiki do chłodzenia elektrowni cieplnych.
Firma Intra, założona w 1870 roku w Skandynawii, pod nazwą Mölntorp AB, od początku swojej działalności skupiała się na produkcji zlewów, elementów sanitarnych oraz akcesoriów ze stali nierdzewnej. Od 1976 roku widnieje ona pod nazwą Intra AS, stopniowo rozszerzając swoją ofertę także o produkty kuchenne oraz inne artykuły przemysłowe. Produkty marki sprzedawane są na całym świecie, choć głównymi rynkami dystrybucji są Norwegia, Szwecja i Dania.
Marka Strohm, założona w 2018 roku, jest z kolei ważnym dostawcą armatur łazienkowych, w tym baterii z powłoką PVD. Firma zatrudnia ponad 500 pracowników na całym świecie, wytwarzając produkty w dwóch zakładach produkcyjnych, na Węgrzech i w Chinach. Sprzedaż prowadzi w ponad 50 krajach, na czterech kontynentach.

## Działalność dodatkowa

### Patronat sportowy
27 grudnia 1981 roku Grupa Teka stała się sponsorem klubu piłkarskiego Racing de Santander, pierwszego hiszpańskiego zespołu, który umieścił płatną reklamę na swoich strojach. Przez osiem lat Grupa Teka wspierała hiszpański klub piłkarski Real Madryt. W tym czasie drużyna sięgnęła m.in. po Puchar Ligi Mistrzów UEFA (dwukrotnie) oraz Puchar Interkontynentalny. Swoim patronatem firma objęła także drużynę CB Cantabria (piłka ręczna), Teka Cycling Sports Group (kolarstwo) Teka Suzuki Motocross Team (motocross), sponsorując m.in. Mistrzostwa Świata w Motocrossie MX1.
W 2010 roku Teka była sponsorem drugiej edycji wyścigu Barcelona World Race. Swoim patronatem obejmowała również wyścigi polo oraz wyścigi  motocyklowe (Rajd Dakar 2013), a także Zimowe Igrzyska Olimpijskie w Soczi w 2014 roku.

#### Real Madrid Baloncesto
Teka wznowiła swoje wsparcie dla Realu Madryt 1 lipca 2014 roku, podpisując umowę sponsorską z drużyną koszykarzy, Real Madrid Baloncesto, na kolejne trzy sezony. Podczas wcześniejszego patronatu klub zdobył m.in. Euroleague 1995, trzy mistrzostwa Hiszpanii, jeden Puchar Króla i jeden Puchar Europy. Do tych osiągnięć dołożono także zwycięstwo w Superpucharze Endesy 2014.

### Patronat artystyczny
W latach 2019 i 2020 Grupa Teka była sponsorem wystaw sztuki nowoczesnej, prezentujących prace artystów takich jak Sergio De Loof, Alberto Greco czy Lea Lublin.
Od 2020 roku marka jest z kolei sponsorem tematycznej wystawy „Gastronomia”, w Muzeum Thyssen-Bornemisza w Madrycie. Ponadto Grupa wspiera jedno z głównych Muzeów Sztuki Nowoczesnej w Ameryce Łacińskiej, tj. El Museo de Arte Moderno de Buenos Aires (MAMBA) w Buenos Aires. Od 2019 roku Teka pełni też rolę głównego sponsora Europejskiego Muzeum Sztuki Nowoczesnej, znajdującego się w sercu dzielnicy Born w Barcelonie, gdzie angażuje się w aktywną działalność kulturalną poprzez organizowanie wystaw, przedstawień i koncertów.